# Minna Saddle
Minna Saddle är ett bergspass i Antarktis. Det ligger i Östantarktis. Nya Zeeland gör anspråk på området. Minna Saddle ligger 300 meter över havet.
Terrängen runt Minna Saddle är kuperad åt sydost, men åt nordväst är den bergig. Terrängen runt Minna Saddle sluttar österut. Trakten är obefolkad. Det finns inga samhällen i närheten.